# Lutherkirche (Möhra)

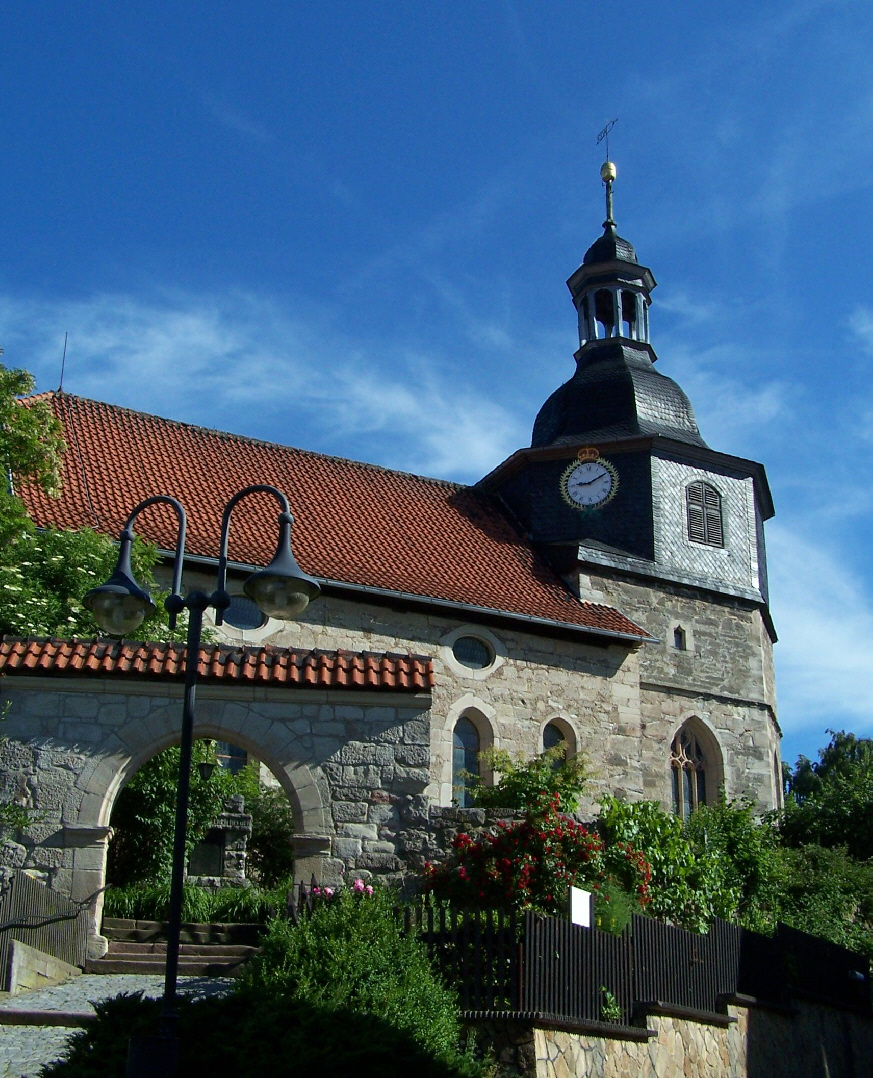
Die Lutherkirche zu Möhra

Die Lutherkirche ist die evangelisch-lutherische Kirche des Ortsteiles Möhra der Kreisstadt Bad Salzungen im Wartburgkreis in Thüringen. Sie ist nach dem Reformator Martin Luther benannt, dessen Familie in Möhra ihre Ursprünge hat.

## Möhra als Lutherstammort

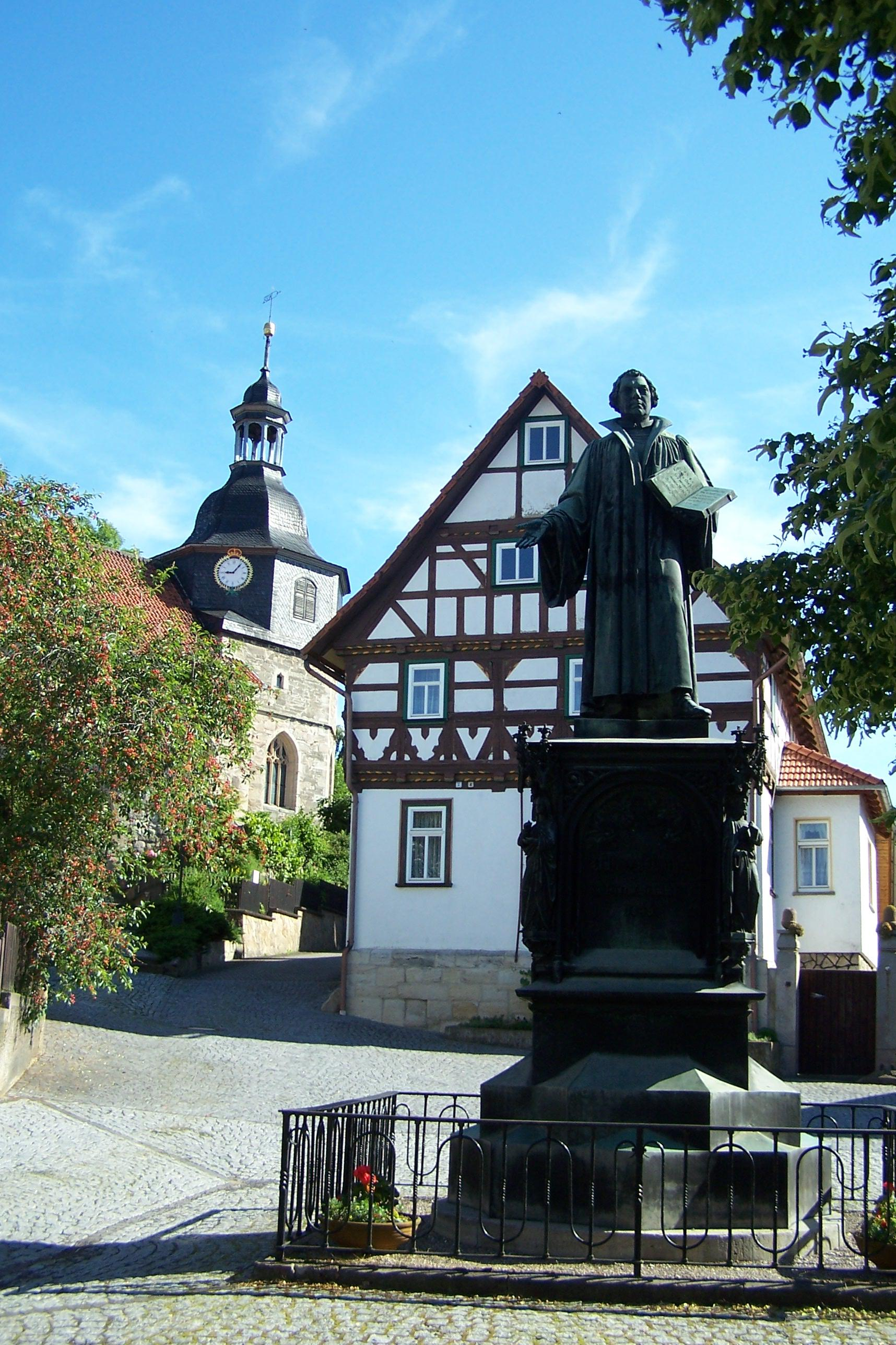
Lutherkirche, -haus und -denkmal (2009)

Die Vorfahren Luthers sind seit dem 14. Jahrhundert in Möhra nachweisbar. Luthers Eltern Hans Luther und seine Frau Margarethe, geb. Lindemann lebten nachweislich bis zum Sommer 1483 in Möhra, bevor sie in das Mansfelder Land umsiedelten. Luther selbst hielt am 3. Mai 1521 eine Predigt in Möhra. Die Lutherkirche bildet zusammen mit dem Lutherhaus und dem Lutherdenkmal ein Denkmal-Ensemble.

## Geschichte der Kirche
Im 15. Jahrhundert verfügte Möhra über eine erste kleine Kapelle, die ab 1560 schrittweise erweitert und ausgebaut wurde. 1699 bis 1704 wurde ein neues Kirchenschiff mit einem nachgotischen Chor und einem Langhaus im Stil des Barock mit einem Holztonnengewölbe errichtet. 1724 wurden die Emporenbrüstungen, 1794 die Holztonnendecke mit illusionistischer Malerei versehen.
Anlässlich der Jubiläumsfeierlichkeiten zu Martin Luthers 400. Geburtstag wurde 1883 in der Kirche eine Lutherbibliothek  eingerichtet und ein neues Geläut beschafft. Bei einer Innenrenovierung wurde 1907 die Holzdecke mitsamt der historischen Malerei zugeputzt und neu bemalt. 1945 wurde die Westseite der Kirche durch Panzerbeschuss zum Ende des Zweiten Weltkrieges beschädigt, auch die historische Orgel erlitt schweren Schaden.
Bei einer erneuten Innenrenovierung wurde 1968 der Putz von der Holzdecke entfernt und die historische Innenraumbemalung nach alten Vorlagen wiederhergestellt. Anlässlich Martin Luthers 500. Geburtstages erfolgten weitere Renovierungen am Gebäude; auch eine neue Orgel wurde eingebaut.

## Ausstattung

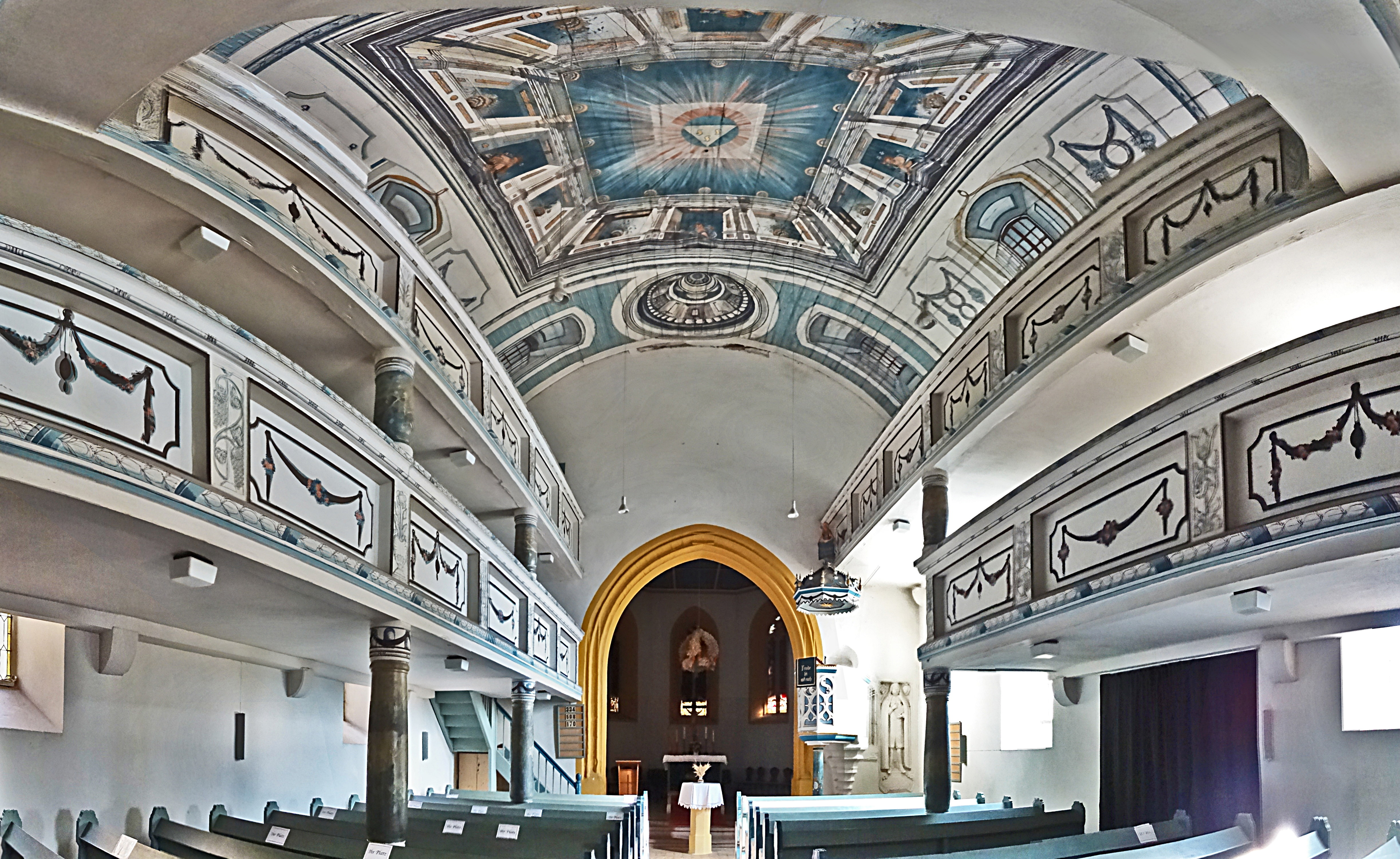
Innenansicht

### Altarraum
Aus der alten Kapelle ist eine steinerne Tischplatte mit fünf eingehauenen Weihekreuzen erhalten geblieben, die heute als Altartisch dient. Das Kirchhofstor mit einem sächsischen Wappen stammt aus dem Jahr 1615.
In dem Altarraum befinden sich drei bunte Glasfenster, die 1907 von einem Seitenverwandten Martin Luthers gestiftet wurden.
Eines zeigt den predigenden Jesus, eines die Apostel Petrus und Johannes, das dritte Martin Luther und Philipp Melanchthon.

### Geläut
1883 wurden aus staatlichen und kirchlichen Mitteln drei Bronzeglocken beschafft. Diese mussten für die Weltkriege zwangsweise als Metallspende abgenommen und zur Einschmelzung übergeben werden. Nur die größte der Glocken überdauerte die Zwangsablieferungen der beiden Weltkriege. Die beiden verlorenen Glocken konnten 1968 mit Spendengeldern ersetzt werden.

### Orgel

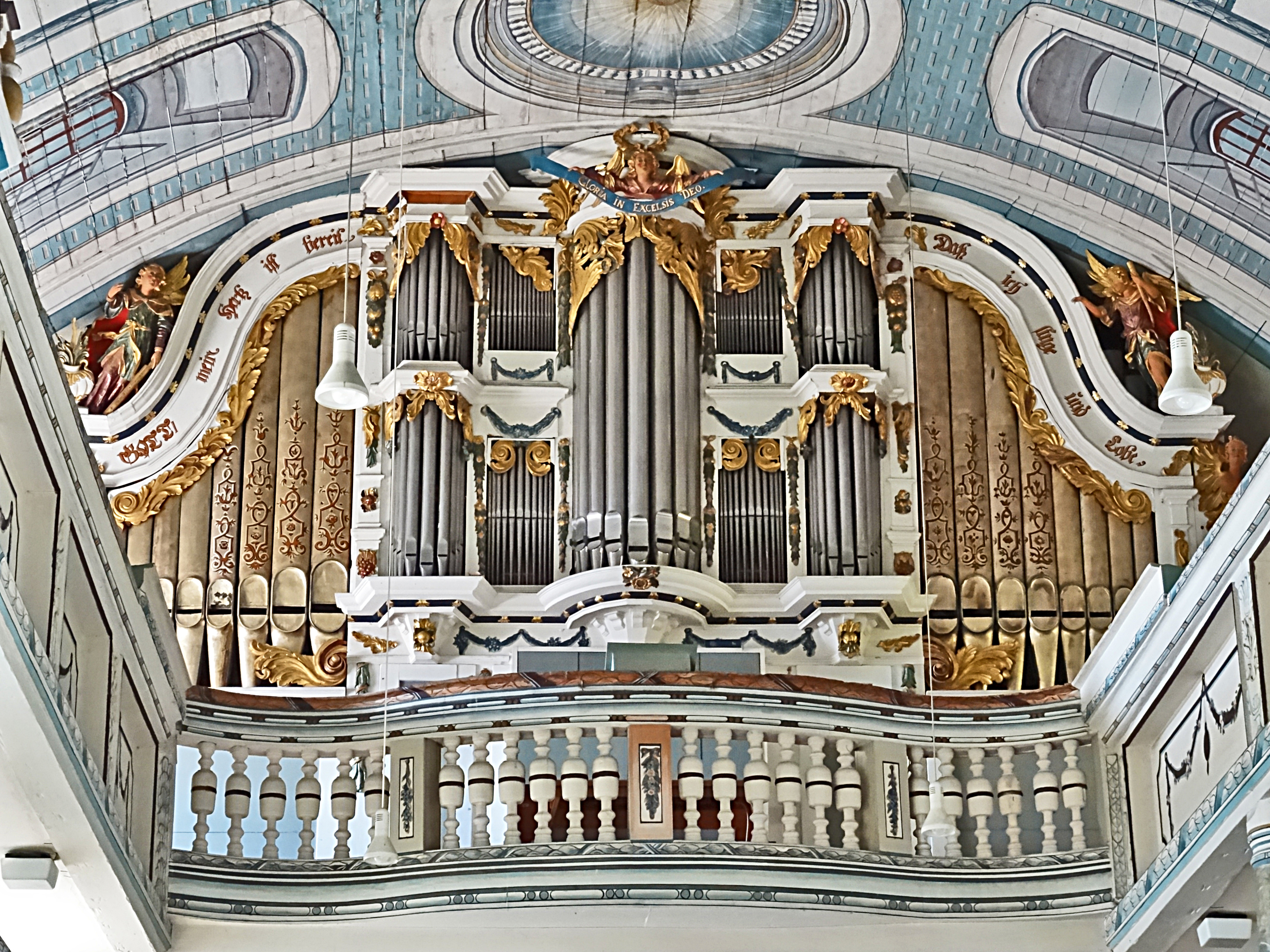
Die Böhm-Orgel

1686 kaufte die Kirchgemeinde eine gebrauchte Orgel aus St. Trinitatis in Ruhla. Diese wurde bei der Beschädigung der Kirche im Zweiten Weltkrieg weitgehend unbrauchbar. 1983 baute die Firma Rudolf Böhm Orgelbau aus Gotha eine neue Orgel in das alte Gehäuse eines unbekannten Orgelbauers ein. Diese verfügt über 15 Register auf zwei Manualen und Pedal.

## Kirchgemeinde
Die Kirchengemeinde Möhra gehört zur Superintendentur Bad Salzungen-Dermbach.

## Trivia
2004 war die Kirche Kulisse für den ARD-Fernsehfilm Sehnsucht nach Liebe mit Barbara Rudnik in der Hauptrolle. Auch Szenen der Fernsehserie Familie Dr. Kleist entstanden in der Lutherkirche.